# 張廖萬堅
張廖萬堅（1965年2月9日—），中華民國政治人物，民主進步黨籍，現任教育部政務次長，曾任立法委員、臺中市議會議員、臺中市棒球委員會主任委員。

## 經歷
張廖萬堅在大學畢業後曾在《自立報系》、《台灣日報》擔任記者。1998年時參選台中市議員，當選並連任五屆。
2011年4月6日，獲民主進步黨徵召參選立法委員，對上尋求連任的中國國民黨立委蔡錦隆，未能當選；四年後再度參選，當選並連任；2024年再度競選連任，敗給國民黨的廖偉翔。
在賴清德當選總統後，張廖萬堅獲邀擔任教育部政務次長。由於其立委任內多著墨於教育相關議題，部分教育團體對此安排表示樂觀其成。

## 選舉紀錄
| 年度 | 選舉屆數               | 選舉區           | 所屬政黨   | 得票數  | 得票率 | 當選標記 | 備註 |
| ---- | ---------------------- | ---------------- | ---------- | ------- | ------ | -------- | ---- |
| 1998 | 第十四屆臺中市議員選舉 | 臺中市第四選舉區 | 民主進步黨 | 3,731   | 6.89%  |          |      |
| 2002 | 第十五屆臺中市議員選舉 | 臺中市第四選舉區 | 民主進步黨 | 5,416   | 12.06% |          |      |
| 2005 | 第十六屆臺中市議員選舉 | 臺中市第四選舉區 | 民主進步黨 | 7,989   | 10.05% |          |      |
| 2010 | 第一屆臺中市議員選舉   | 臺中市第六選舉區 | 民主進步黨 | 21,585  | 21.26% |          |      |
| 2012 | 第八屆立法委員選舉     | 臺中市第四選舉區 | 民主進步黨 | 92,213  | 46.34% |          |      |
| 2014 | 第二屆臺中市議員選舉   | 臺中市第六選舉區 | 民主進步黨 | 25,804  | 23.74% |          |      |
| 2016 | 第九屆立法委員選舉     | 臺中市第四選舉區 | 民主進步黨 | 100,649 | 52.77% |          |      |
| 2020 | 第十屆立法委員選舉     | 臺中市第四選舉區 | 民主進步黨 | 119,886 | 50.90% |          |      |
| 2024 | 第十一屆立法委員選舉   | 臺中市第四選舉區 | 民主進步黨 | 113,350 | 47.35% |          |      |

## 相關事件

### 學生時期參與社會運動
張廖萬堅於學生時期積極參與學生運動、社會運動、政治抗議、籌組讀書會，並主筆編纂輔大地下刊物《野聲》、成立輔大創造社、跨校聯合成立「大學法改革促進會」，因而遭情治單位盯上，派員監視一舉一動。
2019年底受台大研究單位邀請，前往促進轉型正義委員會調閱自己的政治檔案，檔案鉅細靡遺地記載了包括歷次讀書會的書目、參與人員、發言紀錄、地下刊物的籌備工作、資金來源等等，甚至成員間的人際關係、人格評價、生活作息、讀書會後去哪吃宵夜都被詳細登載。張廖萬堅表示，政治檔案中記載有一名「張X」以每月5000元調查金的薪水，當職業學生負責監控當時的組織，導致不少同學不敢再參加聚會，因為每次參加完就會有人來「關心」。

## 爭議事件

### 質疑管中閔論文抄襲
張廖萬堅於2018年1月25日開記者會說明台大校長當選人管中閔涉論文抄襲。管中閔與暨南大學教授陳建良於2017年研討會發表論文與另一篇2016年學生碩士論文有20多處雷同，包含圖表、數據、結論等。對此，陳建良表示，是該位EMBA研究生引用他的部分研究手稿， 且該名學生的論文的確有註明是參考陳建良、管中閔的研究手稿。
由於本案時值管中閔於2018年1月獲臺灣大學遴選委員會遴選為臺灣大學校長正式聘任前夕，臺大學術倫理委員會於2018年1月26日開會討論管中閔抄襲問題，然而，臺大認為該研討會論文非「正式學術論文」，並未達到學術倫理討論的門檻，因此案件不成立，故不必另行調查是否涉嫌抄襲，並將此結果提交臺大遴委會，於2018年1月31日籲教育部盡速核定新校長，望依據原訂時程於2018年2月1日聘任管中閔。之後張廖萬堅強調不是政治介入學術，僅質疑程序問題且認為台大仍未就論文抄襲一案進行實質審查。

### 學位論文被指抄襲
由於張廖萬堅質疑管中閔論文抄襲，PTT上有文章指出，張廖萬堅2015年6月在東海大學高階經營管理碩士在職專班（研究所）碩士學位論文有段落雷同類似他人論文，也有抄襲嫌疑。
張廖萬堅則澄清，自己的論文有引用該文章，網友爆料純屬烏龍，並損害他的名譽。然而，秉持維護言論自由與公眾人物可受公評前提，他不會採取任何法律行動，也不再對此案進行回應。
國民黨後來再於2023年10月18日指控張廖萬堅在東海大學撰寫的學位論文涉嫌抄襲。張廖萬堅稱，國民黨不願意針對政策好好討論，打到沒東西打只能故計重施。而東海大學表示：張廖萬堅的論文在相似度比對、原文抄襲疑慮、題目原創性等方面皆沒有違反學術倫理的情形。

## 外部連結
- 堅持．張廖萬堅| Facebook （页面存档备份，存于）
- 張廖萬堅Facebook
- 張廖萬堅 YouTube
- 張廖萬堅 無名小站 （页面存档备份，存于）
- 張廖萬堅 線上大國民